# Péninsule de Thatcher
Pour les articles homonymes, voir Thatcher (homonymie).
La péninsule de Thatcher est une péninsule de Géorgie du Sud séparant la baie de Cumberland en deux. L'ancienne station baleinière de Grytviken et la base britannique King Edward Point s'y trouvent.
La péninsule a été nommée en 1991 par l'UK Antarctic Place-Names Committee en l'honneur de Margaret Thatcher, Premier ministre du Royaume-Uni de 1979 à 1990 et personnage important de la guerre des Malouines.